# Galaga, Gubbi
Galaga là một làng thuộc tehsil Gubbi, huyện Tumkur, bang Karnataka, Ấn Độ.